# Apple M4
De Apple M4 is een door Apple ontwikkelde serie processoren gebaseerd op de ARM-architectuur. Deze vierde generatie system-on-a-chip (SoC) werd geïntroduceerd op 15 mei 2024 en werd voor het eerst gebruikt in de zevende generatie iPad Pro. In oktober 2024 volgden de krachtigere M4 Pro en M4 Max die gericht zijn op de professionele markt.

## Architectuur
De M4-chip is gebouwd met een 3nm-proces en bevat een centrale verwerkingseenheid (CPU), een grafische processor (GPU), een neurale processor (NPU) en een digitale signaalprocessor (DSP).
De CPU van de M4-chip bestaat uit tien processorkernen (Engels: cores), vier cores voor hoge prestaties en zes cores voor energie-efficiëntie. De GPU heeft eveneens tien processorkernen en biedt, net zoals de M3, ondersteuning voor dynamic caching, mesh shading en ray tracing. De NPU bestaat uit zestien processorkernen en haalt tot 38 biljoen bewerkingen per seconde, wat naar verluidt meer dan verdubbeling betekent ten opzicht van zijn voorganger in de M3. De M4 NPU presteert meer dan 60× sneller dan Apples eerste neural engine in de A11 Bionic uit 2017.
De M4-chip wordt aangeboden met 8, 16, 24 of 32 GB geheugen. Het is bovendien de eerste SoC van Apple die de ARMv9-architectuur gebruikt.
De M4 Pro beschikt over twaalf of veertien processorkernen, waarvan acht of tien prestatiegericht en vier efficiëntiegericht, een GPU bestaande uit zestien of twintig processorkernen en tot maximaal 64 GB geheugen.
De M4 Max bevat tot maximaal zestien processorkernen, een GPU bestaande uit veertig processorkernen, zestien NPU-kernen en 128 GB geheugen.
| Processor | CPU-cores (P+E) | GPU-cores | NPU-cores | Geheugen  | Transistoren | Gebruikt in                           |
| --------- | --------------- | --------- | --------- | --------- | ------------ | ------------------------------------- |
| M4        | 9 (3+6)         | 10        | 16        | 8-32 GB   | 28 miljard   | iPad Pro                              |
| M4        | 10 (4+6)        | 10        | 16        | 8-32 GB   | 28 miljard   | iPad Pro, iMac, Mac Mini, Macbook Pro |
| M4        | 8 (4+4)         | 8         | 16        | 8-32 GB   | 28 miljard   | iMac                                  |
| M4 Pro    | 12 (8+4)        | 16        | 16        | 24-64 GB  |              | Mac Mini, Macbook Pro                 |
| M4 Pro    | 14 (10+4)       | 20        | 16        | 24-64 GB  |              | Mac Mini, Macbook Pro                 |
| M4 Max    | 14 (10+4)       | 32        | 16        | 36-128 GB |              | Macbook Pro                           |
| M4 Max    | 16 (12+4)       | 40        | 16        | 36-128 GB |              | Macbook Pro                           |

1. ↑  Prestatie + energie-efficiëntie

## Extra's
De M4 is de eerste iPad SoC die hardware-ondersteuning biedt voor AV1-decodering, evenals voor Mesh Shading en raytracing die in de M3 op MacBooks zijn geïntroduceerd. Er is ook een nieuwe displaycontroller geïmplementeerd ter ondersteuning van het Tandem OLED-display van de zevende generatie iPad Pro.